# Tumbuka (Mythologie)
Die Tumbuka-Mythologie umfasst die Mythen und religiösen Vorstellungen der Tumbuka, einer Ethnie im Norden von Malawi und im Osten von Sambia, die sich in Besessenheitszeremonien um die Vimbuza-Geister, einem Ahnenkult und Erzählungen über den Ursprung der Gemeinschaft ausdrücken. Götterwelt und Kulte entstammen afrikanischen Glaubensvorstellungen, spielen jedoch auch in den christianisierten Teilen der Gesellschaft eine Rolle.
Ihr Hochgott ist Chiuta (gelegentlich auch Chandu), der allmächtige, allwissende und  selbsterschaffene Schöpfer des Lebens, zugleich Gott des Regens und der Fruchtbarkeit (vgl. Afrikanische Kosmogonie). Er ist entrückt und mischt sich normalerweise nicht in das Alltagsleben ein. Chiuta wird umschrieben mit Uta wa Leza, „der große Bogen Gottes“ (Himmels-, Regen- oder Jagdbogen). Bei den benachbarten Chewa heißt derselbe traditionelle Hochgott Chauta.
Tumbuka haben wie fast alle Bantu eine Vielzahl von Mythen, die ihr kulturelles Erbe darstellen. Diese Mythen werden nachts an Feuern erzählt, oft begleitet von Trommeln und Gesängen in Ruf-und-Antwort-Form, um die Kinder zu unterhalten und sie mit den Werten der Gruppe vertraut zu machen. Wenn auch der Mensch sich Chiuta nicht direkt nähern kann, Chiuta kann Verbindung aufnehmen. So ist im Donnern eines Gewitters die Frage an seine Geschöpfe, ob sie alle noch da seien, zu hören. Das ist der Ruf, und die Antwort muss lauthals "ja" sein, am besten sollte zugleich mit Stößeln auf Mehlstampftröge geschlagen werden.
Viele Mythen sind durch den Kontakt mit westlichen Kulturen verblasst. Dennoch haben zahlreiche bis heute überlebt, weil Mythen als vidokoni (Legenden) einen moralischen Kontext tradieren.
In den Mythen der Tumbuka sind drei Tiere wesentlich häufiger erwähnt als alle anderen: fulu (Schildkröte), kalulu (Hase) und chimbwe (Hyäne). Fulu wird als das weiseste Tier dargestellt, chimbwe als Gauner und kalulu als cleverer Demagoge, der nur von fulu geschlagen werden kann. 